# Prietržka
Prietržka (in ungherese Kispetrős) è un comune della Slovacchia facente parte del distretto di Skalica, nella regione di Trnava.